# آن هندرسون
آن هندرسون (بالإنجليزية: Ann Henderson-Sellers)‏ (و. 1952 – م) هي climatologist، وأستاذة جامعية، من أستراليا.